# Fanny Angelina Hesse
Fanny Angelina Hesse, född Eilshemius 22 juni 1850 i New York, USA, död 1 december 1934 i Dresden, Tyskland, kom på idén att använda agar för att ha som bas för att kultivera mikroorganismer.

## Upptäckten av agar
Sommaren 1882 hade Walther Hesse, Fanny Hesses man, stora problem eftersom hans bakterieodlingar i gelatinpreparat smälte i den höga värmen. Fanny Hesse märkte detta och berättade för honom om agar, som hon använde när hon gjorde gelé. Hon hade lärt sig använda det av en granne i New York som var uppvuxen på Java. Walther Hesse berättade om detta för Robert Koch som genast började testa. Han nämner agar i förbigående i en preliminär notering i en rapport om tuberkulos 1882 utan att uppge varifrån han fick idén.

## Historia
Fanny Hesse var dotter till köpmannen Henry (Hinrich) Gottfried Eilshemius och Cecile Elise, född Robert. Hon var det äldsta barnet av tio syskon, där fem överlevde till vuxen ålder. När hon studerade på en flickskola i Schweiz 1872 träffade hon sin blivande man Walther Hesse på en tur till Dresden. De gifte sig 16 maj 1874 i Genève. Hon födde sin första av tre söner 1875 i Zittau.
Vid sidan av hushållet hjälpte hon även till i Robert Kochs laboratorium där hennes man arbetade. Där assisterade hon som, vad vi idag skulle kalla, medicinsk tekniker och var även duktig på att göra medicinska illustrationer.
1890 flyttade de till ett hus i Strehlen utanför Dresden. 1911 dog Walther Hesse och Fanny Hesse bodde kvar i huset till 1917, då hon flyttade till ett annat närmare centrum i Dresden, där barnen bodde.
När hennes barndomshus såldes i USA under första världskriget konfiskerades hennes del av arvet av USA, eftersom det räknades som egendom tillhörande fienden. Det dröjde flera år senare innan hon började få ut en del av det till Tyskland. Hon dog i december 1934.